# Hellweg

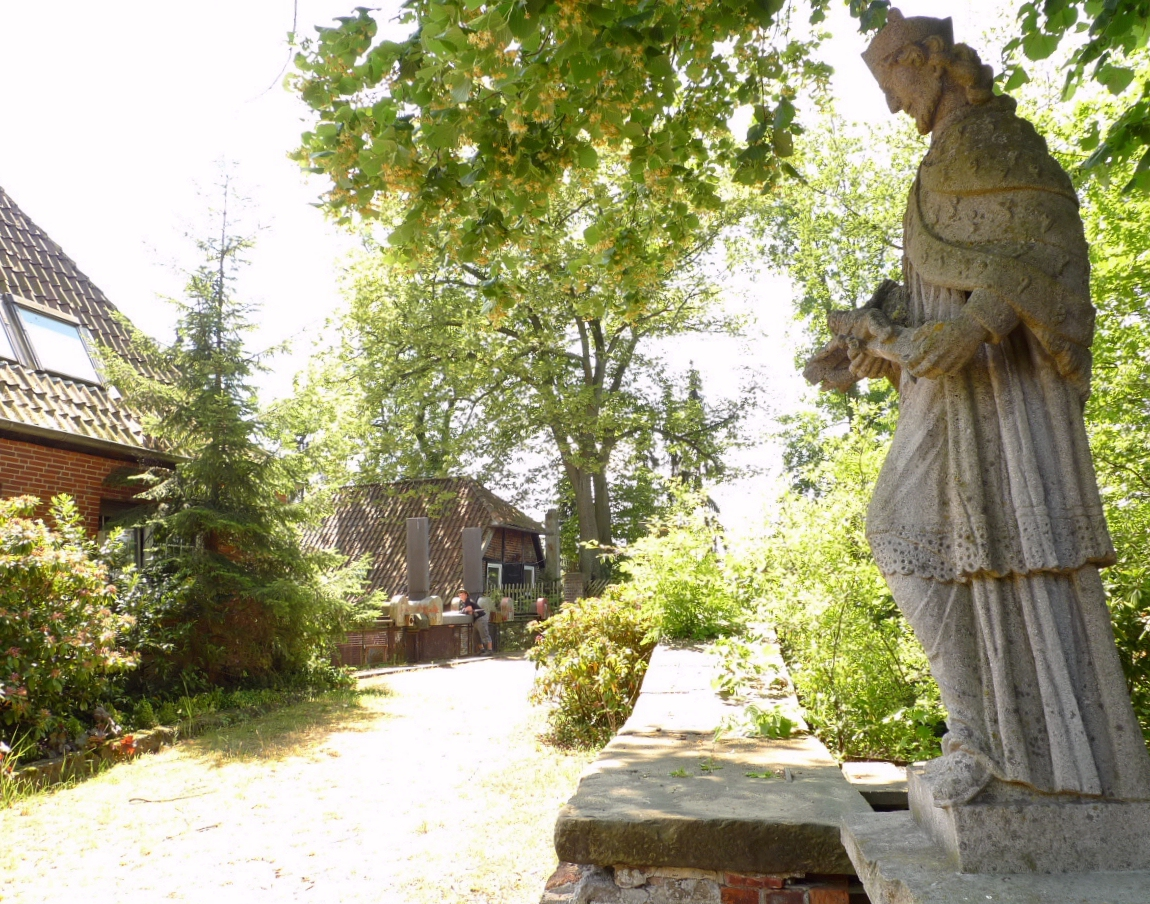
Le pont franchissant le ruisseau du Heubach à Hausdülmen porte le Hellweg de Sythen.

Dans l'Allemagne médiévale, Hellweg désignait indifféremment divers tronçons de la Via Regia, certaines routes commerciales ou voies d'invasion, qui se distinguaient par leur largeur relativement importante (3 m) et qui étaient entretenues. Dans les sources, ce terme, sans autre précision, désigne généralement le Hellweg de Westphalie.

## Étymologie
Selon la plupart des linguistes, le mot « Hellweg » dérive du bas allemand helwech, qu'on peut traduire par « clairière, chemin défriché. » La route dégagée permettait aux marchands de voyager dans une relative sécurité.
Mais selon une autre théorie, il faudrait comprendre par Hellweg une des nombreuses routes du sel, le radical Hell devant être rapproché du grec hals (ἅλς) ou halas (ἅλας) ou de la racine gauloise hal. Cette explication, toutefois, ne convient qu’à certaines de ces routes, car toutes ne participaient pas du trafic du sel.
Enfin, une dernière étymologie est celle qui en fait un chemin des morts. Selon le Dictionnaire de Grimm, l’Hellweg était à l’origine le chemin par lequel on transportait les morts. Helvegr aurait désigné selon Wolfgang Golther, un germaniste de la fin du XIXe siècle spécialiste de mythologie germanique, les Enfers, ce qui se retrouve dans l’autre désignation l’Hellweg de Westphalie (Totenweg, c'est-à-dire rue des Morts) : il estime que le radical Hel renvoie au nom d’une divinité nordique des Enfers.

## Les différentes Hellwege
On recense en Allemagne
- le Hellweg de Westphalie
- le Hellweg vor dem Santforde
- le Hellweg de Sythen
- le Hellweg unter dem Berg
- le Hilinciweg